# Nooshi Dadgostar
Mehrnoosh (Nooshi) Dadgostar (Ängelholm, 20 juni 1985) is een Zweeds politica van de linkse Vänsterpartiet (V). Ze zetelt sinds 2014 in de Rijksdag, was van 2018 tot 2020 ondervoorzitter van haar partij en volgde in dat laatste jaar Jonas Sjöstedt op als partijvoorzitter. 

## Partijvoorzitter
Dadgostar kondigde haar kandidatuur om Sjöstedt op te volgen aan in februari 2020. Ze werd officieel genomineerd en vervolgens, op 31 oktober, verkozen. Uit onvrede met de hervorming van de huurbescherming, dreigde Dadgostar in juni 2021 dat de Vänsterpartiet een motie van wantrouwen zou indienen tegen het Kabinet-Löfven II. Löfven verloor die motie, waardoor het kabinet viel.
Na een sterk resultaat in de parlementsverkiezingen van 2018, viel Vänster in 2022 terug van 28 naar 24 zetels in de Rijksdag.